# 4 x 400 meter stafett för herrar i friidrott vid olympiska sommarspelen 1972
4 x 400 meter herrar vid olympiska sommarspelen 1972 i München avgjordes 9-10 september. 

## Medaljörer
| Gren          | Guld                                                                | Guld    | Silver                                                                        | Silver  | Brons                                                                                | Brons   |
| 4 x 400 meter | Kenya · Charles Asati · Hezahiah Nyamau · Robert Ouko · Julius Sang | 2.59,83 | Storbritannien · Martin Reynolds · Alan Pascoe · David Hemery · David Jenkins | 3.00,46 | Frankrike · Gilles Bertould · Daniel Velasques · Francis Kerbiriou · Jacques Carette | 3.00,65 |

## Resultat

### Heat

#### Heat ett
| Placering | Namn                                                          | Nationalitet   | Tid     |
| --------- | ------------------------------------------------------------- | -------------- | ------- |
| 1         | Martin Reynolds, Alan Pascoe, Dave Hemery, David Jenkins      | Storbritannien | 3.01,26 |
| 2         | Charles Asati, Munyoro Nyamau, Robert Ouko, Julius Sang       | Kenya          | 3:01.27 |
| 3         | Erik Carlgren, Anders Faager, Kent Öhman, Ulf Rönner          | Sverige        | 3:03.05 |
| 4         | Ian Gordon, Brian McLaren, Craig Blackman, Tony Powell        | Kanada         | 3:04.22 |
| 5         | Miro Kocuvan, Laszlo Ubori, Jozo Alebić, Milorad Čikić        | Jugoslavien    | 3:05.70 |
| 6         | Omar Ghizlat, Ahmed Hasnaoui, Salah Fettouh, Mohamed Boubound | Marocko        | 3:05.92 |
| 7         | Silva Fernando, Alberto Matos, José Carvalho, Fernando Mamede | Portugal       | 3:10.00 |
| –         | Maurice Peoples, Tommie Turner, Lee Evans, John Smith         | USA            | DNS     |

#### Heat två
| Placering | Namn                                                                                | Nationalitet        | Tid     |
| --------- | ----------------------------------------------------------------------------------- | ------------------- | ------- |
| 1         | Bernd Herrmann, Horst-Rüdiger Schlöske, Hermann Köhler, Karl Honz                   | Västtyskland        | 3.03,27 |
| 2         | Arthur Cooper, Pat Marshall, Charles Joseph, Edwin Roberts                          | Trinidad och Tobago | 3:03.48 |
| 3         | Musa Dogon Yaro, Bruce Ijirighwo, Mamman Makama, Robert Ojo                         | Nigeria             | 3:04.31 |
| 4         | Tegegne Bezabeh, Shoangizaw Worku, Ketema Benti, Mulugetta Tadesse                  | Etiopien            | 3:08.59 |
| 5         | Daniele Giovanardi, Giacomo Puosi, Lorenzo Cellerino, Sergio Bello                  | Italien             | 3:09.7  |
| 6         | Hamad Ndee, Obedi Mwanga, Omari Abdallah, Claver Kamanya                            | Tanzania            | 3:10.1  |
| 7         | Omar Ba, Abdou Mamadou Sow, Samba Dièye, Jean-Pierre Mango                          | Senegal             | 3:11.2  |
| 8         | Mohamed Musa Gadou, Dafallah Sultan Farah, Ibrahim Saad Abdel Galil, Angelo Hussein | Sudan               | 3:14.5  |

#### Heat tre
| Placering | Namn                                                                                   | Nationalitet | Tid     |
| --------- | -------------------------------------------------------------------------------------- | ------------ | ------- |
| 1         | Jan Werner, Jan Balachowski, Zbigniew Jaremski, Andrzej Badeński                       | Polen        | 3.02,52 |
| 2         | Stig Lönnqvist, Ari Salin, Ossi Karttunen, Markku Kukkoaho                             | Finland      | 3:02.97 |
| 3         | Gilles Bertould, Daniel Velasques, Francis Kerbiriou, Jacques Carette                  | Frankrike    | 3:03.13 |
| 4         | Leighton Priestley, Kim Rowe, Trevor Campbell, Alfred Daley                            | Jamaica      | 3:03.83 |
| 5         | Raúl Dome, Félix Pérez, José Jacinto Hidalgo, Eric Phillips                            | Venezuela    | 3:06.99 |
| 6         | Tambusamy Krishnan, Sinnayah Sabapathy, Mohamed Hassan bin Osman, Baba Singhe Peyadesa | Malaysia     | 3:13.51 |
| –         | Mohamad Younas, Norman Brinkworth, M. Seediq, Iqbal Nusrat                             | Pakistan     | DNS     |

### Final
| Placering | Namn                                                                  | Nationalitet        | Tid     |
| --------- | --------------------------------------------------------------------- | ------------------- | ------- |
| 1         | Charles Asati, Munyoro Nyamau, Robert Ouko, Julius Sang               | Kenya               | 2.59,83 |
| 2         | Martin Reynolds, Alan Pascoe, Dave Hemery, David Jenkins              | Storbritannien      | 3.00,46 |
| 3         | Gilles Bertould, Daniel Velasques, Francis Kerbiriou, Jacques Carette | Frankrike           | 3.00,65 |
| 4         | Bernd Herrmann, Horst-Rüdiger Schlöske, Hermann Köhler, Karl Honz     | Västtyskland        | 3.00,88 |
| 5         | Jan Werner, Jan Balachowski, Zbigniew Jaremski, Andrzej Badeński      | Polen               | 3.01,05 |
| 6         | Stig Lönnqvist, Ari Salin, Ossi Karttunen, Markku Kukkoaho            | Finland             | 3.01,12 |
| 7         | Erik Carlgren, Anders Faager, Kent Öhman, Ulf Rönner                  | Sverige             | 3.02,57 |
| 8         | Arthur Cooper, Pat Marshall, Charles Joseph, Edwin Roberts            | Trinidad och Tobago | 3.03,58 |

Key: DNF = Did not finish (fullföljde inte)
 * Wind assisted